# Pentti Vuollekoski
Pentti Juhani Vuollekoski (Helsinki, 24 novembre 1916 – 30 agosto 1977) è stato un cestista finlandese.

## Carriera
Con la Finlandia ha disputato i Campionati europei del 1939.